# 華想い
華想い（はなおもい）は、2002年（平成14年）に青森県で育成されたイネ（稲）の品種。酒米の一つ。「山田錦」に「華吹雪」の耐倒伏性を導入することを目的に、「華吹雪」を花粉親、「山田錦」を種子親とする交配によって育成された。品種名には、やわらかい響きで四季の華やかな青森県のイメージを柔らかい響きで表現し、酒蔵で大きな華を咲かせるようにとの願いが込められている。

## 品種特性
熟期は中生の中。耐倒伏性は「華吹雪」よりやや弱い。
千粒重は24.3gとやや小粒。心白発現率は低いものの、心白が現れる際は点状や線状の小さなものが多いため高精米が可能である。タンパク質含量も低いため、大吟醸酒に向く。

## 関連品種

### 子品種
- 結の香 - 「山田錦」との交配[2]